# NGC 3758
NGC 3758 este o infrared source⁠(d) situată în constelația Leul. A fost descoperită în 18 martie 1874 de către Ralph Copeland⁠(d). Se află la o distanță de 131,6 de megaparseci de Pământ.